# Sport Heroes
Créée en 2014, Sport Heroes est une start-up française spécialisée dans le sport et le bien-être.

## Historique
Boris Pourreau et Jean-Charles Touzalin se rencontrent lors d'un start-up Weekend à Paris en juin 2013. Ils créent Running Heroes en mai 2014 afin d'encourager et de récompenser l'activité sportive en proposant aux coureurs à pied une application pour convertir leurs kilomètres parcourus en avantages ou réductions offertes par des marques partenaires.
Différentes levées de fonds sont organisées par Sport Heroes : 300 000 € sont récoltés en janvier 2015, 2 millions en juin 2016 et 4 millions en juin 2018.
À l'automne 2020, Boris Pourreau et Jean-Charles Touzalin vendent leurs parts de l'entreprise, et en confient les commandes à Paul-Émile Saab, qui occupait les fonctions de COO.

### Activités
La start-up accompagne des entreprises qui souhaitent développer le sport et le bien-être de leurs salariés avec l'entité United Heroes, créée en 2017. En parallèle, un magazine intitulé Running Heroes Society est créé en partenariat avec So Press.